# United States Lines
United States Lines fue una compañía naviera estadounidense. Fue fundada tras la Primera Guerra Mundial y realizó servicios de pasajeros hasta 1969, y transporte de mercancías hasta 1989. 
Es principalmente conocida por ser la propietaria de los transatlánticos SS United States y SS America.